# 缪公伟
缪公伟，奉天正白旗汉军，清朝政治人物。
贡生。曾于1809年接替四格任福建永安县知县一职，同年由潘觐光接任。